# Torquetum

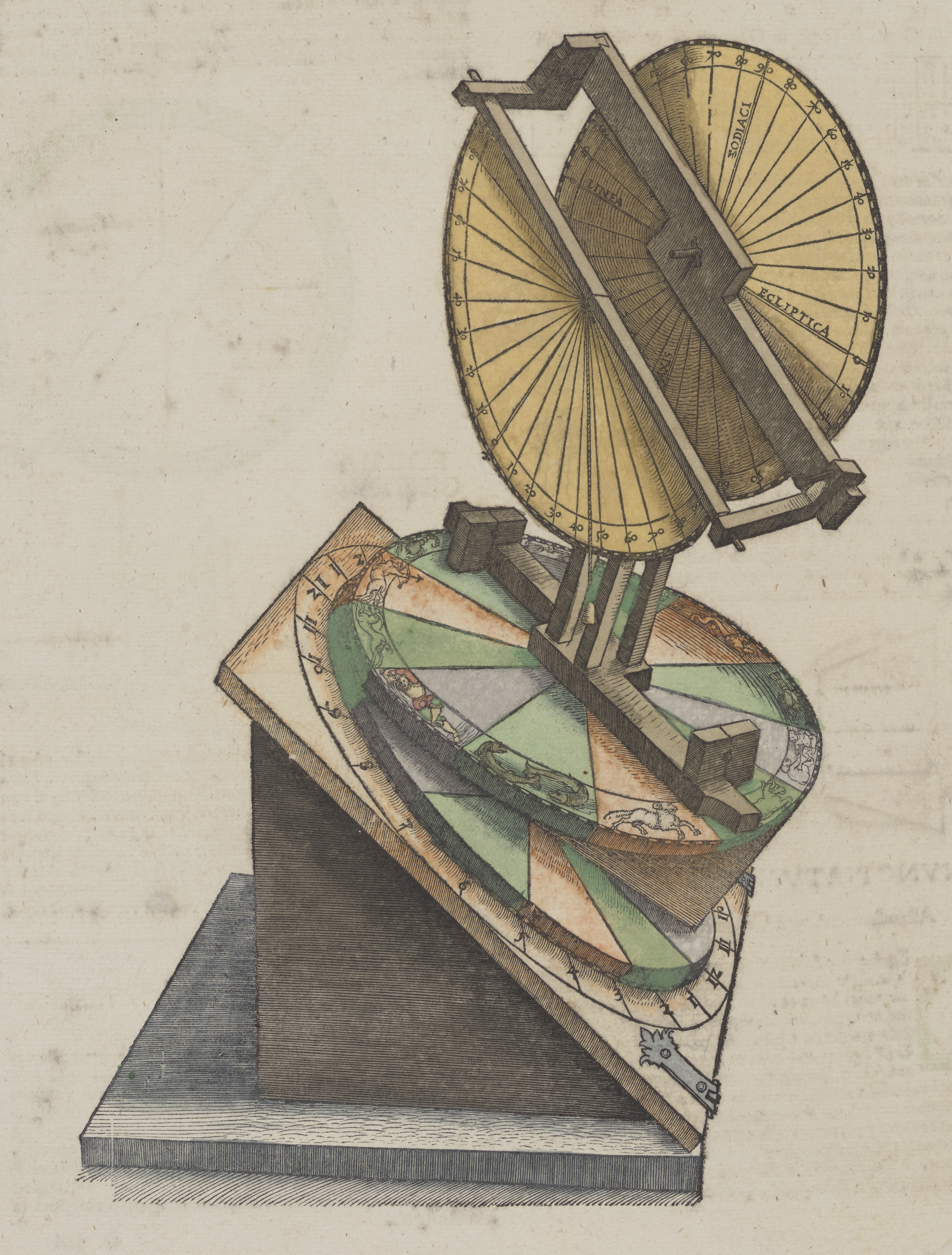
Un torquetum

El torquetum és un eina astronòmica medieval dissenyat per prendre i convertir les mesures efectuades en tres sèries de coordenades: horitzontals Equatorials i eclíptiques. En cert sentit, el torquetum és un computador analògic.
Tot i que hi ha un instrument similar descrit per l'astrònom alexandrí Tolomeu, es creu que el primer torquetum es van construir el segle xiii. Els únics exemplars supervivents daten del segle xvi, o són posteriors.